# 塞山 (維內迪傑山脈)
47°08′49″N 12°24′24″E / 47.146959°N 12.406706°E

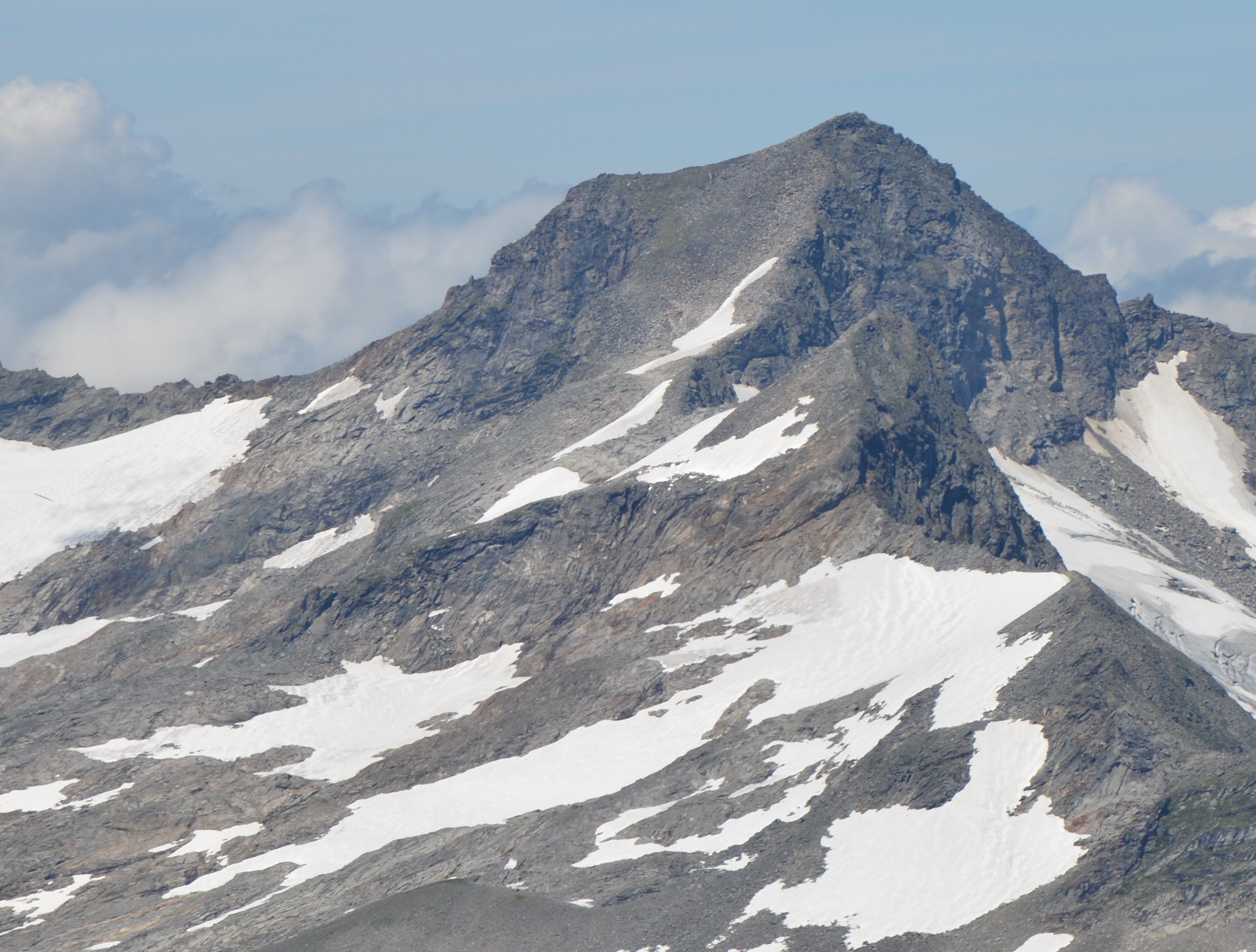

塞山（德語：Seekopf），是奧地利的山峰，位於該國中部，處於薩爾茨堡州和蒂羅爾州接壤的邊界，屬於維內迪傑山脈的一部分，距離克拉特岑山0.7公里，海拔高度2,921米，每年平均降雨量1,971毫米。